# Gerhard Nickel
Gerhard Nickel (ur. 15 sierpnia 1928 w Kostellitz, obecnie Kościeliska, zm. 23 lipca 2015 w Stuttgarcie) – niemiecki językoznawca, profesor uniwersytetu w Stuttgarcie.
Studiował językoznawstwo i filozofię na uniwersytetach w Bambergu i Erlangen oraz na Columbia University. Pracę zawodową rozpoczął na uniwersytecie w Kilonii, od 1969 był związany z uniwersytetem w Stuttgarcie. Pełnił m.in. funkcję dyrektora Instytutu Lingwistyki tej uczelni. Przeszedł na emeryturę w 1996. Gościnnie wykładał m.in. na Uniwersytecie Opolskim, który nadał mu w październiku 1996 tytuł doktora honoris causa.
W pracy naukowej zajmował się językoznawstwem stosowanym oraz filologią angielską. Ogłosił ponad 100 publikacji naukowych. Był wieloletnim prezydentem Niemieckiego Towarzystwa Językoznawstwa Stosowanego oraz sekretarzem generalnym i wiceprezydentem Światowego Towarzystwa Językoznawstwa Stosowanego.